# Данијел Гвиза
Данијел Гонзалез Гвиза (шп. Daniel González Güiza; рођен 17. августа 1980. у Херезу у Шпанији) је шпански фудбалер. Игра за репрезентацију Шпаније и ФК Фенербахче на позицији нападача.
Са репрезентацијом је освојио Европско првенство у фудбалу 2008.